# AZ Maria Middelares Gent
AZ Maria Middelares is een algemeen ziekenhuis in Gent. De nieuwbouw huisvest 630 bedden en 22 hightech operatiezalen. Er werken ongeveer 1 700 personeelsleden en 180 artsen. Het maakt deel uit van de vzw Maria Middelares, waartoe ook AZ Sint-Vincentius Deinze behoort, net als de medische centra van Gentbrugge en Aalter en een logistiek en facilitair platform in Nazareth.

## AZ Maria Middelares: historiek
In 1934 kochten de cisterciënzerzusters van Gent het 9 ha grote domein - Le bois dormant - van de industrieel en textielbaron Fernand Hanus (1880-1924), een telg uit de familie die later verderging onder de naam Hanet. De villa uit 1913, die was getekend door architect Georges Hobé (1854-1936), werd de basis van het nieuwe ziekenhuis . De riante woning werd verhoogd en reeds in 1935 werd de linkervleugel gebouwd onder leiding van architect Amandus Robert Janssens (1883-1953). De volgende uitbreiding kwam er in 1939 met de bouw van de rechtervleugel.
In de jaren 1970 en 80 werd achteraan een nieuwe vleugel gebouwd, onder meer ter compensatie van het gesloten ziekenhuis Toevlucht van Maria aan de Coupure, dat bekendstond als De Refuge en dat een rusthuis werd. De vleugel werd ook gebouwd om in te spelen op de uitbreiding van diensten en op de evolutie van de geneeskunde, die steeds specialistischer werd.
Reeds eerder - in 1957 - had dokter José Daels (1914-2010) een kraamkliniek gebouwd op hetzelfde domein aan de Kortrijksesteenweg. Deze kraamkliniek werkte in het begin eerder autonoom. Na de sluiting aan de Coupure werd ze uitgebreid tot 60 bedden. De kraamkliniek bleef in gebruik tot oktober 2010, om te verhuizen naar een ander gebouw op diezelfde campus. Op de plaats van de vroegere kraamkliniek verrees inmiddels een nieuw ziekenhuisgebouw dat op 10 april 2015 in gebruik werd genomen.
In 1952 werd er een verpleegsterschool opgericht binnen het ziekenhuis zelf. Vanaf 1967 kon die beschikken over een eigen gebouw. Het Sint-Geertruidinstituut biedt nu opleidingen aan binnen ASO, TSO en BSO, zowel 2de, 3de als 4de graad.
Op de campus Sint-Jozef begon de verzorging van zieken een halve eeuw eerder dan op de campus Maria Middelares. Op vraag van de toenmalige pastoor van Gentbrugge, Henri Bouckaert (1834-1909), liet kasteelheer Philippe Van de Velde een hospice bouwen. De Gentse agglomeratie kende toen veel armoede, hongersnood en ziekte, onder meer cholera-epidemieën. Vanaf 1881 kwam het Gesticht Sint Joseph in gebruik, onder de leiding van de Zusters van Waarschoot, die er ook onderwezen.
Vanaf dan werd het stelselmatig uitgebreid en vernieuwd. De laatste nieuwbouw werd in gebruik genomen in 1983. Een pionier daar was professor Odilon Van der Linden die reeds in 1888 een eerste heelkundige ingreep verrichtte.
Het U-vormige complex - met een voorziene kostprijs van 230 miljoen euro - zal zich uitstrekken over een oppervlakte van 64.800 m².

## 2015: nieuwbouw AZ Maria Middelares
De nieuwbouw werd opgeleverd in 2015. Op 10 april verhuisde AZ Maria Middelares 290 patiënten op één dag naar het gloednieuwe gebouw via een bovengrondse, tijdelijke, verwarmde en verlichtte tunnel van 241 meter lang.
Met de nieuwbouw kwam een verhoogde focus op medisch-hoogtechnologische gezondheidszorg, zowel curatief als preventief.

## Medisch Centrum Gentbrugge
In 2016, 20 maanden na de inhuizing in het nieuwbouwziekenhuis van AZ Maria Middelares aan de Ringvaart, werd de grondig gerenoveerde polikliniek Medisch Centrum Maria Middelares Gentbrugge geopend. De polikliniek heeft een aanbod van de meeste medische specialismen, een low-care dialyse-eenheid en een dienst medische beeldvorming.

## Medisch Centrum in Aalter
In 2021 investeren AZ Maria Middelares en AZ Sint-Vincentius Deinze samen in het Medisch Centrum Aalter. Bedoeling is om specialistische zorg dichter bij huis te verlenen, in nauw overleg met de huisarts.

## Vzw Maria Middelares
AZ Maria Middelares en AZ Sint-Vincentius Deinze vormen sinds 1 januari 2024 1 vzw. Vzw Maria Middelares omvat vier klinische sites die verspreid zijn over een brede regio. AZ Maria Middelares in Gent staat gekend om zijn innovatieve en hoogtechnologische zorg, steeds ten dienste van de patiënt. In AZ Sint-Vincentius Deinze kunnen patiënten rekenen op nabije en warme zorg, in een geborgen setting. Naast de twee ziekenhuizen omvat de vzw het Medisch Centrum in Aalter en het Medisch Centrum in Gentbrugge. Er werd ook beslist te investeren in een logistiek en facilitair platform in Nazareth, gelegen in het bedrijvenpark De Prijkels. Dat platform beoogt de centralisatie van een aantal zorgondersteunende diensten en zal ook dienen als een centrum van operationele excellentie.

## Locaties
De locatie van AZ Maria Middelares Gent is:
- Buitenring Sint-Denijs 30, 9000 Gent: 51° 1′ 30″ NB, 3° 42′ 6″ OL